# Dracophyllum densum
Dracophyllum densum is een plantensoort uit de heidefamilie (Ericaceae). Het is een kleine kruipende struik die een groeihoogte tussen 0,30 en 0,50 meter bereikt. De takken zijn dicht bezet met korte rechtopstaande bladeren. De solitaire bloemen zijn witkleurig.
De soort komt voor op het Zuidereiland van Nieuw-Zeeland, in het noordwesten van de regio Nelson. Hij groeit daar in montane en sub-alpiene gebieden op bergtoppen, bergkammen, terrassen en plateaus. De struik wordt aangetroffen te midden van struikgewas, in kruidenrijke graslanden en pollengraslanden op onvruchtbare bodems en leisteen of koolafzettingen.